# IV Reunião Ordinária do Conselho do Mercado Comum
A IV Reunião Ordinária do Conselho do Mercado Comum ocorreu em julho de 1993, na cidade de Assunção.

## Participantes
Representando os estados-membros
- Itamar Franco
- Carlos Menem
- Luis Alberto Lacalle
- Andrés Rodríguez

## Decisões
A reunião produziu sete decisões:
1. Ajuste no cronograma de Las Leñas;
2. Notificação dos regulamentos técnicos;
3. Apoio à Secretaria Administrativa;
4. Participação nas reuniões;
5. Acordo para a aplicação dos controles integrados em fronteiras entre os países do Mercosul (Acordo de Recife);
6. Acordo fitossanitário e sanitário entre os Estados-Parte do Mercosul;
7. Regulamento Anti-Dumping;